# شماون شماونیان
شماون رافیکی شماونیان (ارمنی: Շմավոն Ռաֆիկի Շմավոնյան؛ زادهٔ ۲۲ فوریهٔ ۱۹۵۳) یک نقاش اهل ارمنستان است که عنوان هنرمند افتخاری جمهوری ارمنستان در سال ۲۰۱۱ به وی اعطا گردید. از سال ۱۹۷۱ تا ۱۹۷۵ وی در رشته نقاشی در مدرسه هنری ترلمازیان ایروان تحصیل نمود.

## زندگی‌نامه
وی در ۲۲ فوریهٔ ۱۹۵۳ در ورین آرتاشات به دنیا آمد   وی همچنین برنده جوایزی همچون مدال طلای یادبود فریتیوف نانسن، هنرمند افتخاری جمهوری ارمنستان و مدال طلای وزارت فرهنگ جمهوری ارمنستان شد.

## نگارخانه

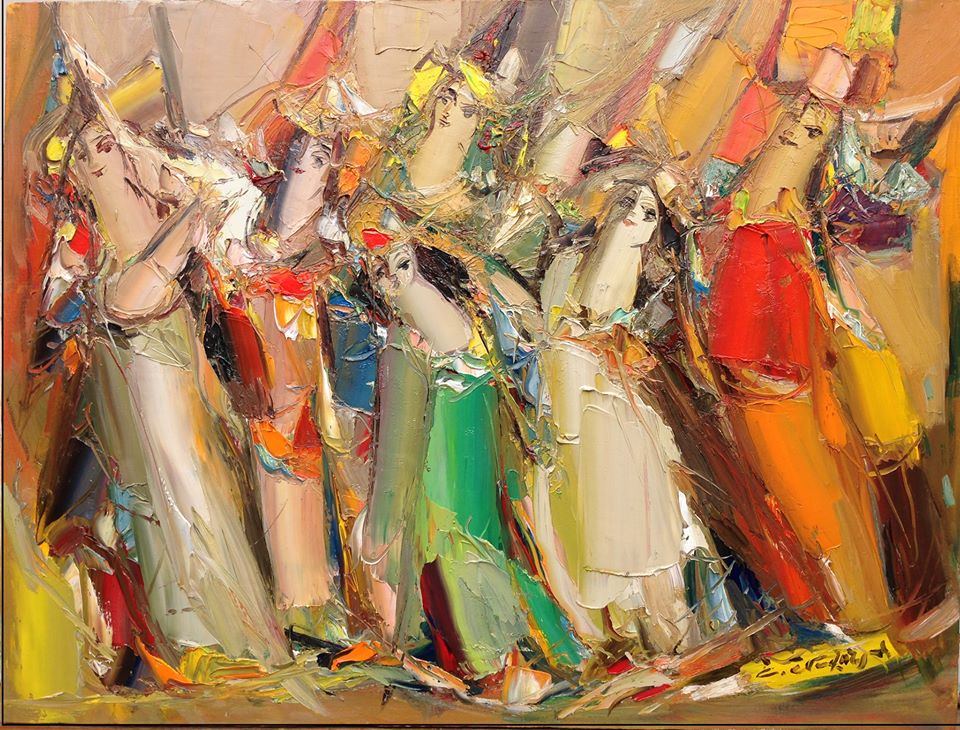
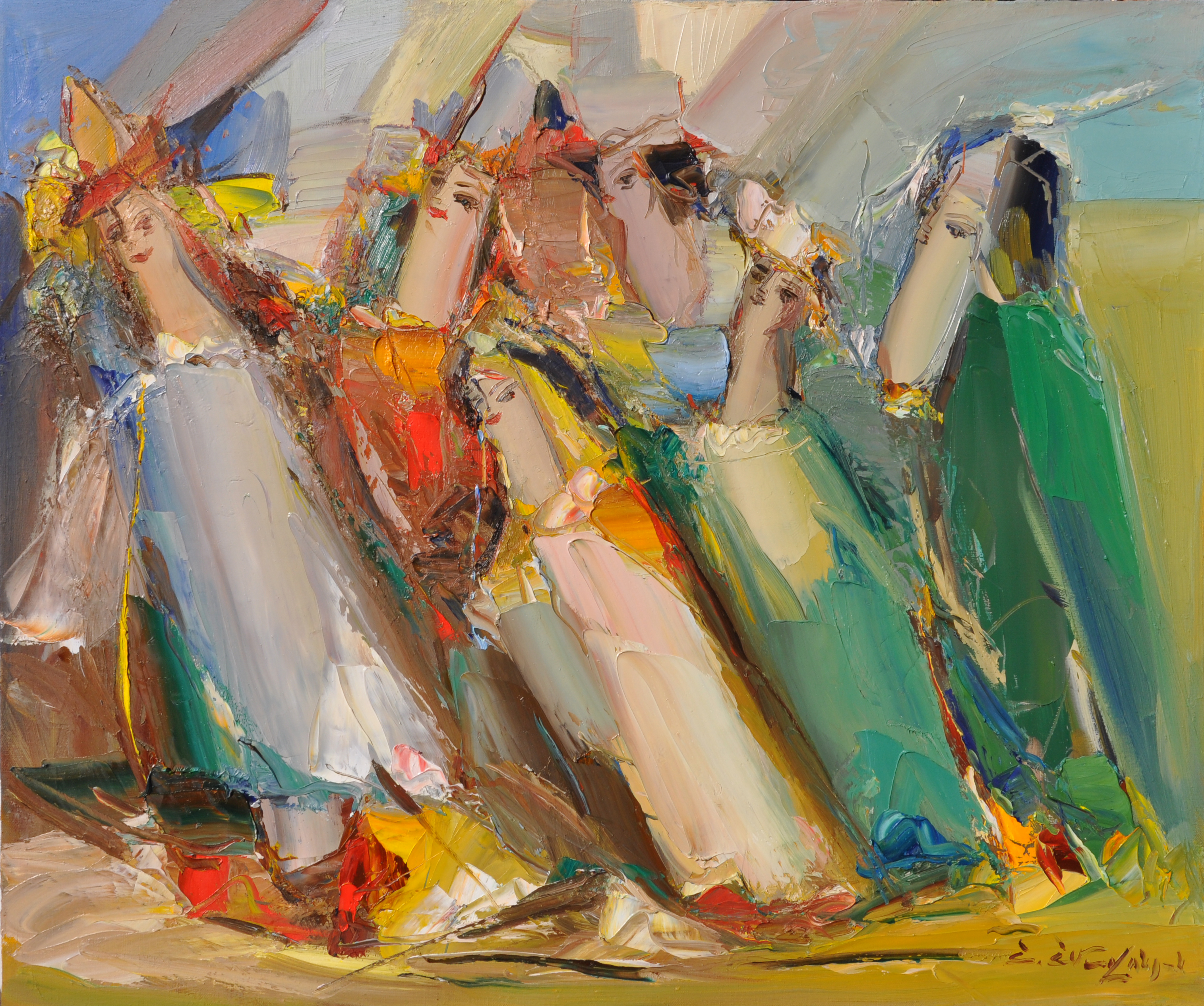
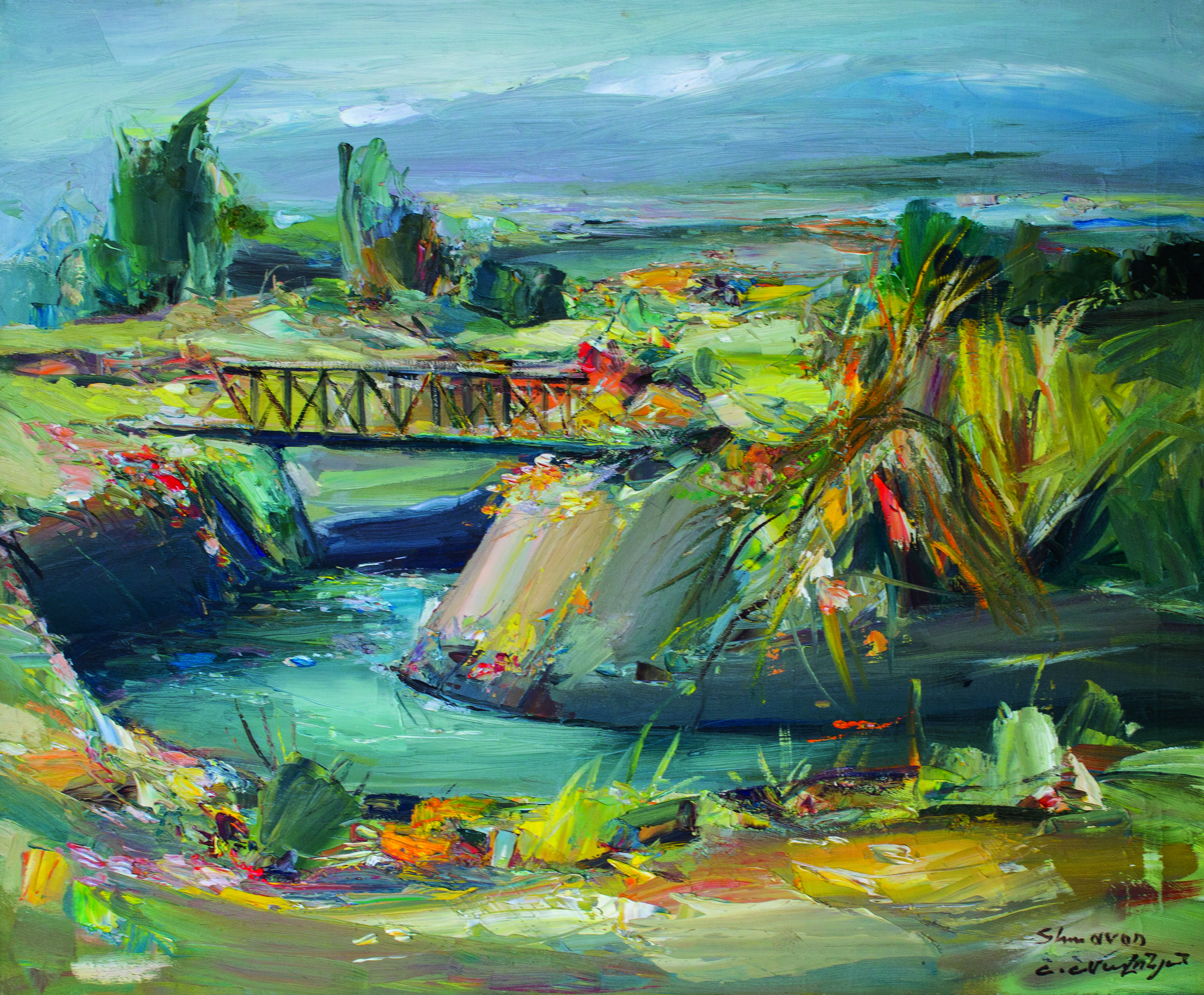
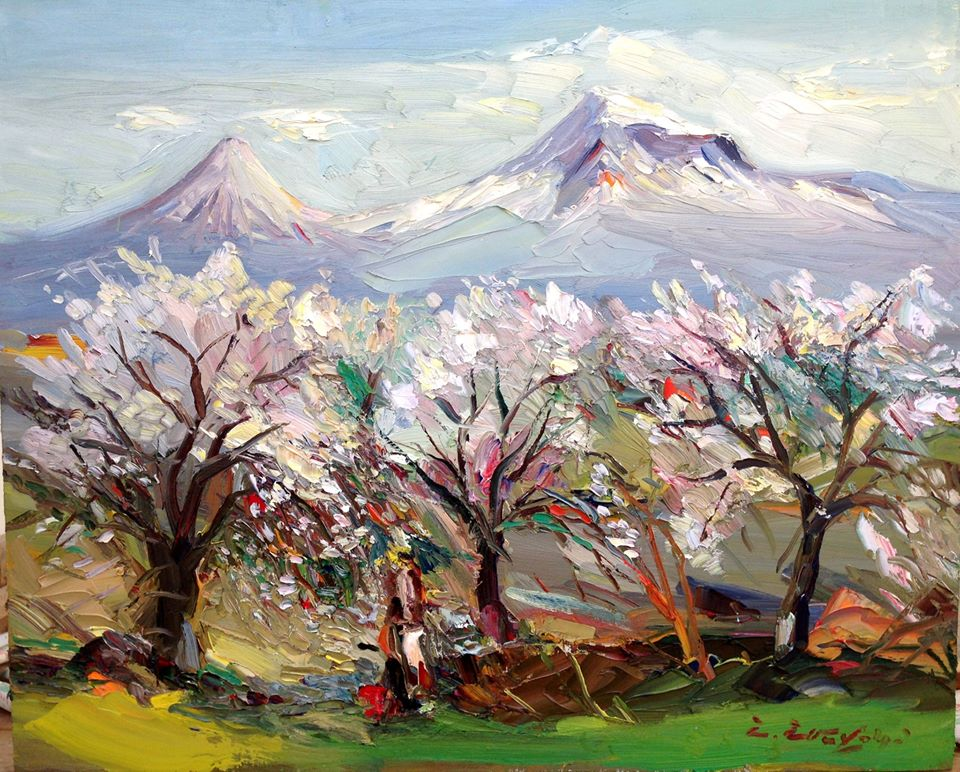
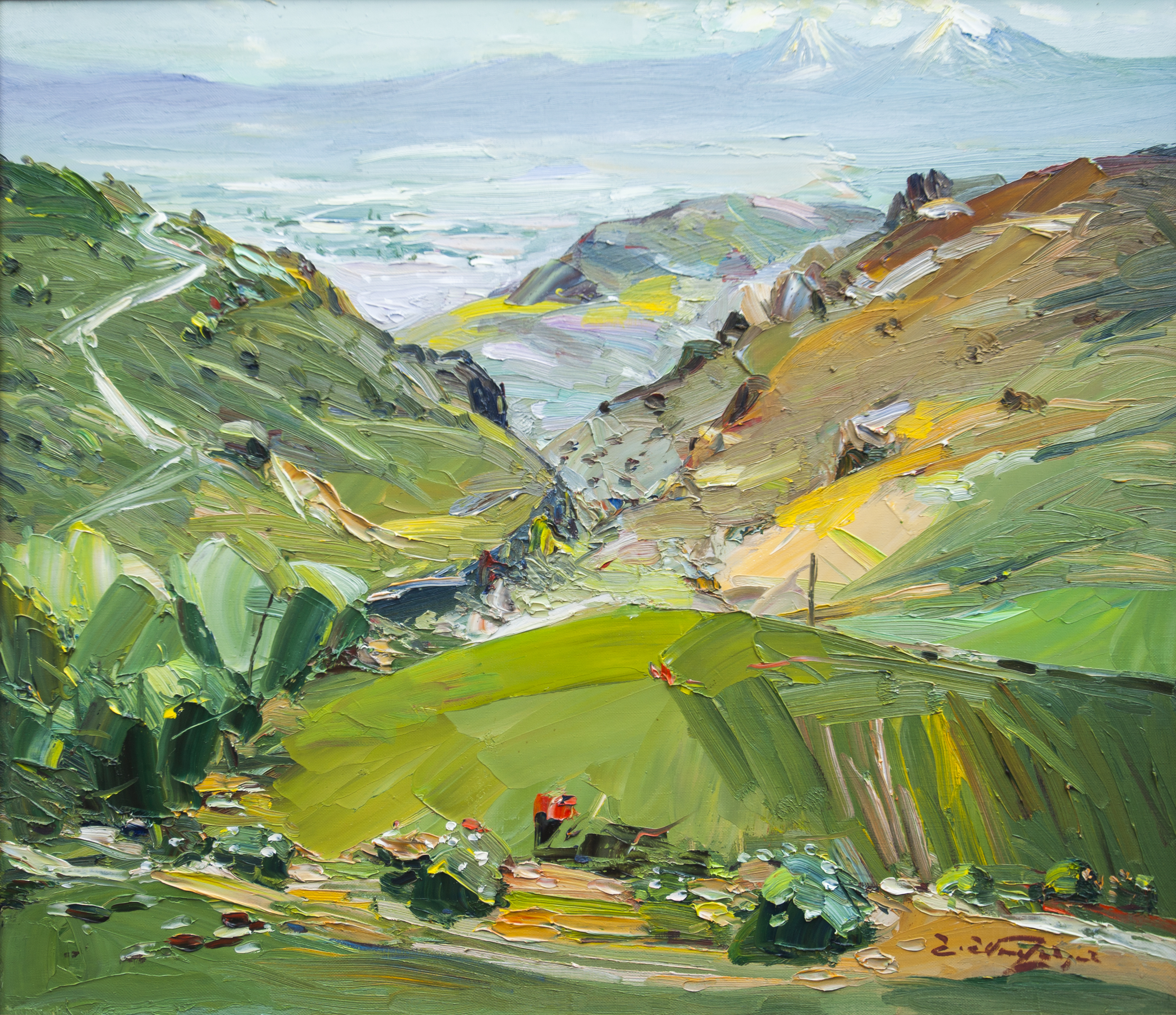
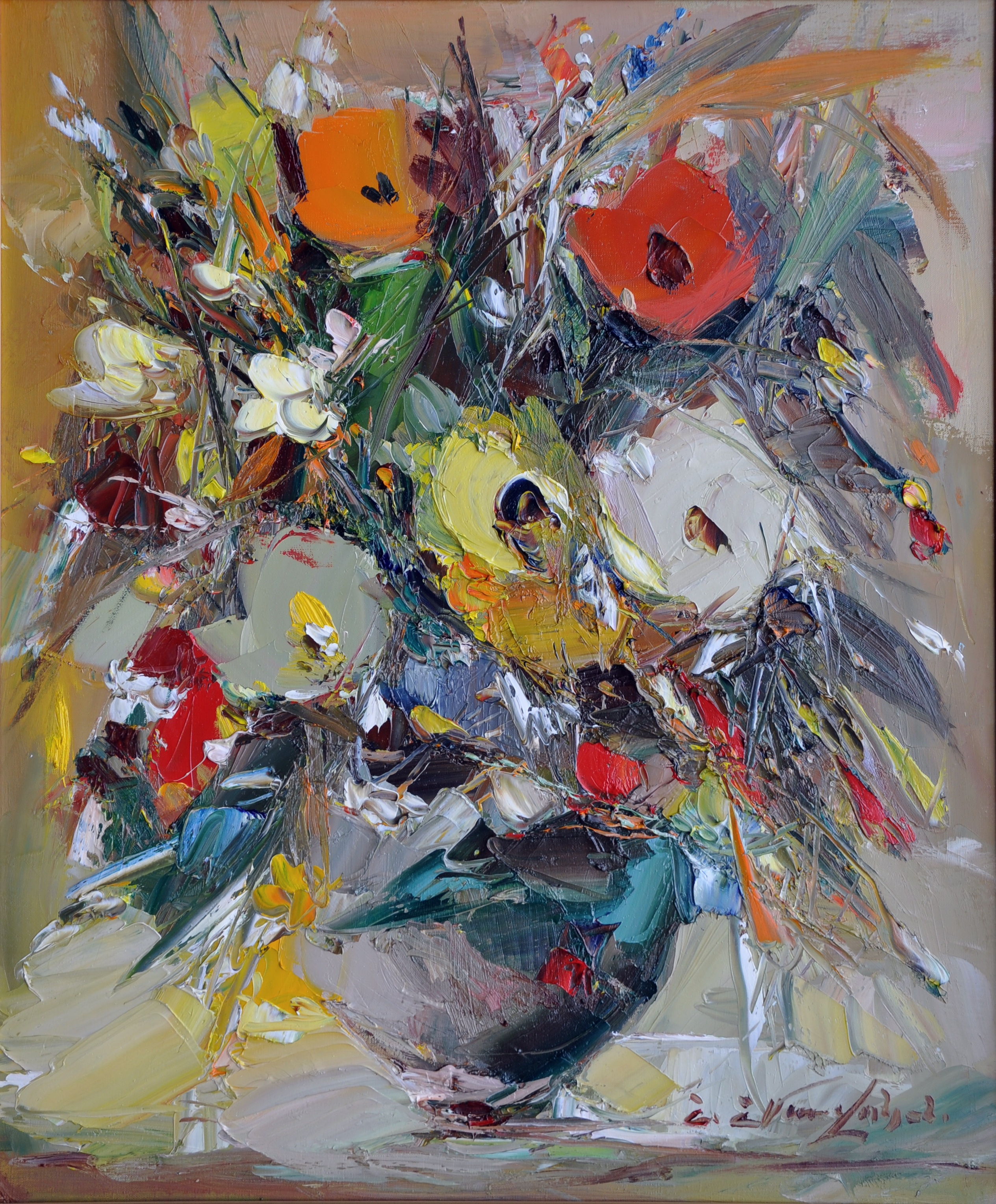
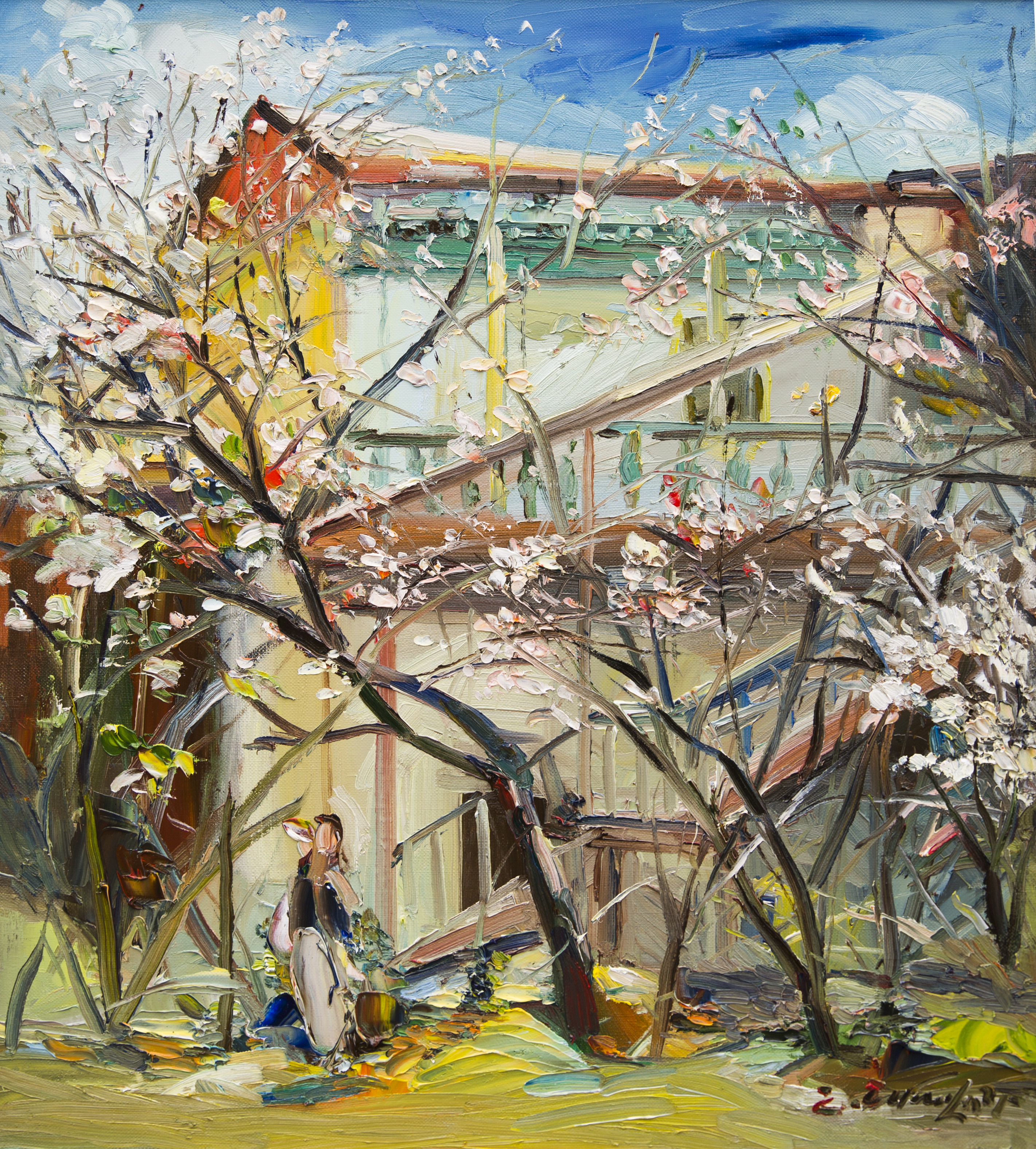
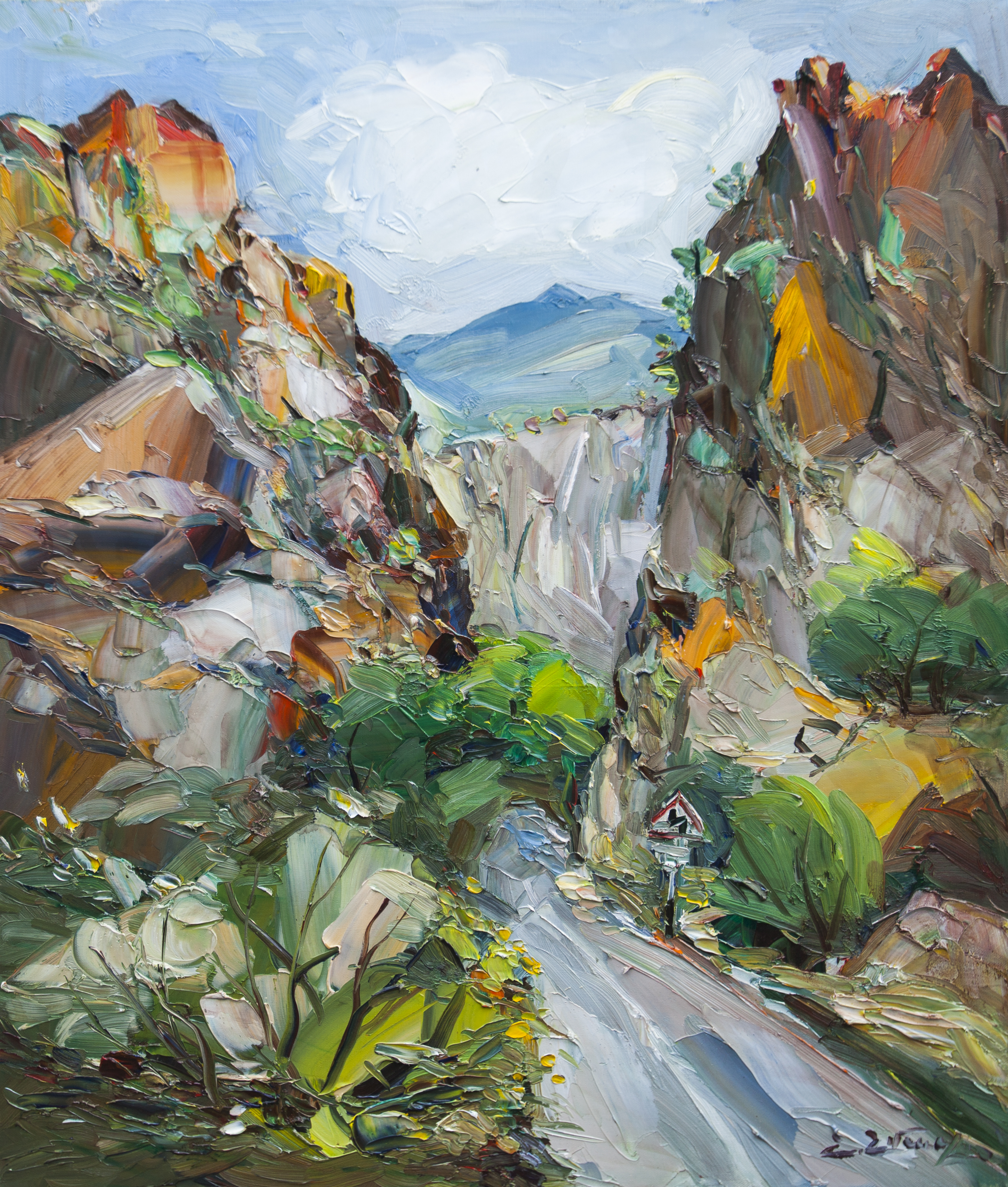
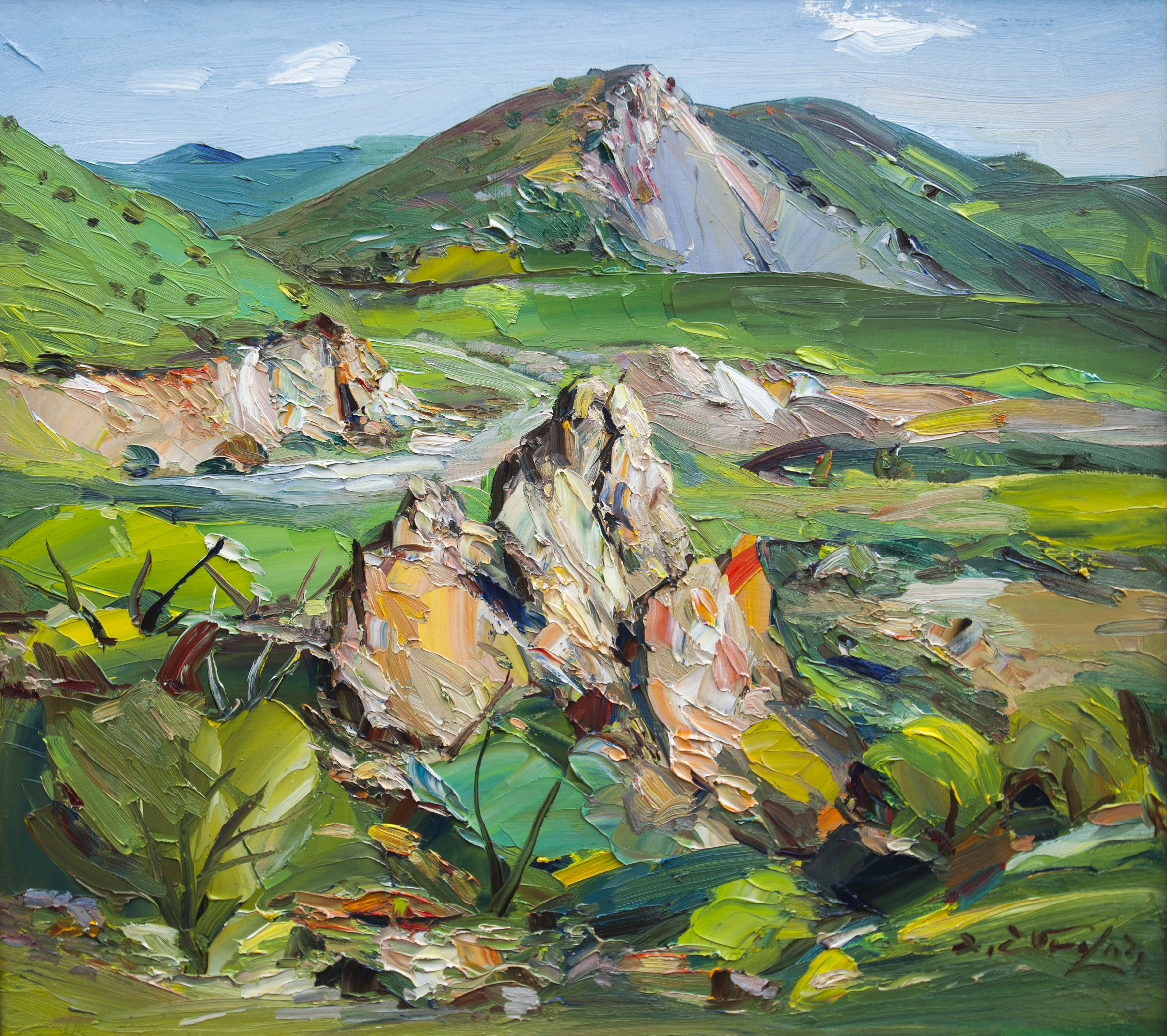
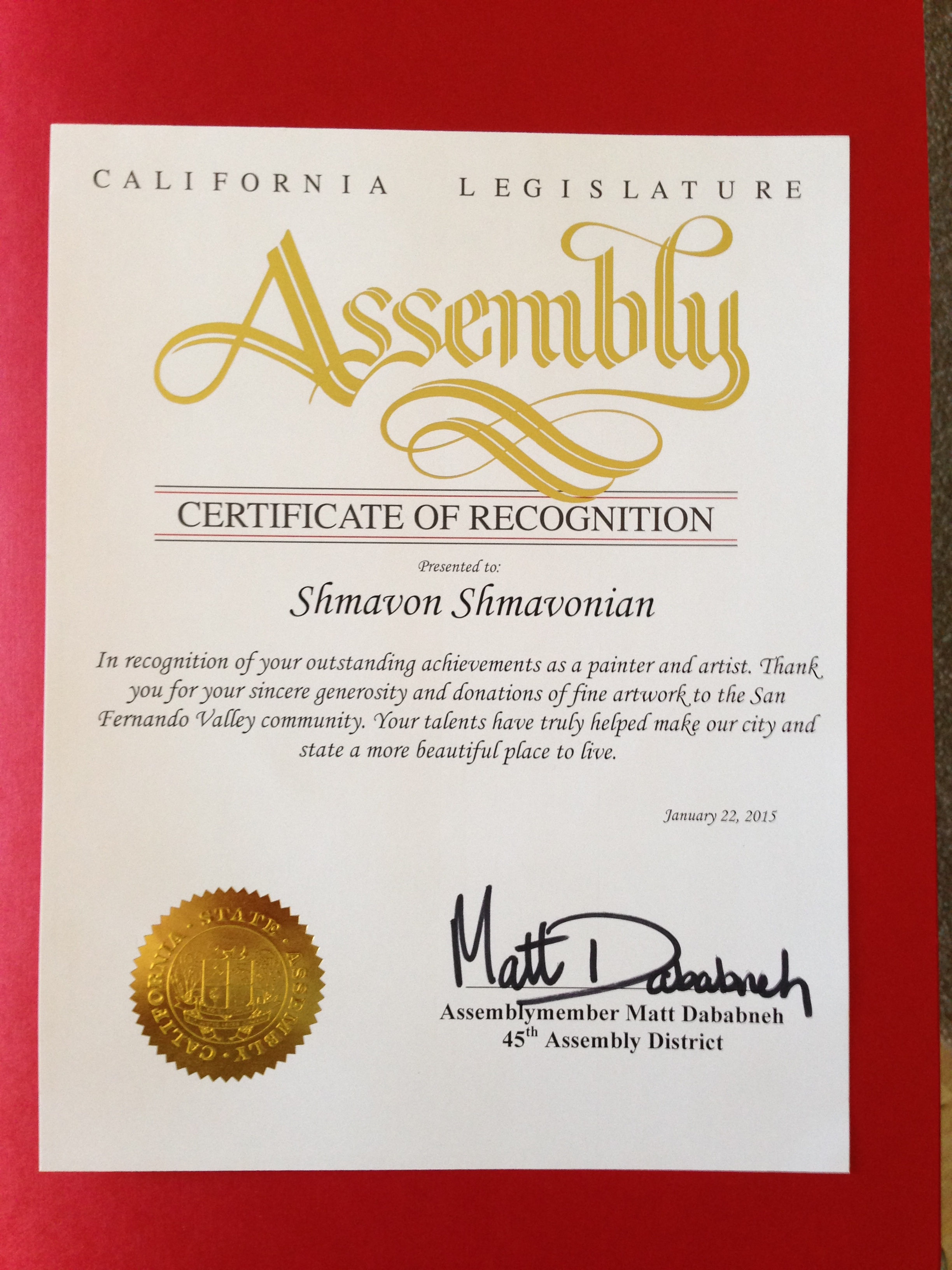
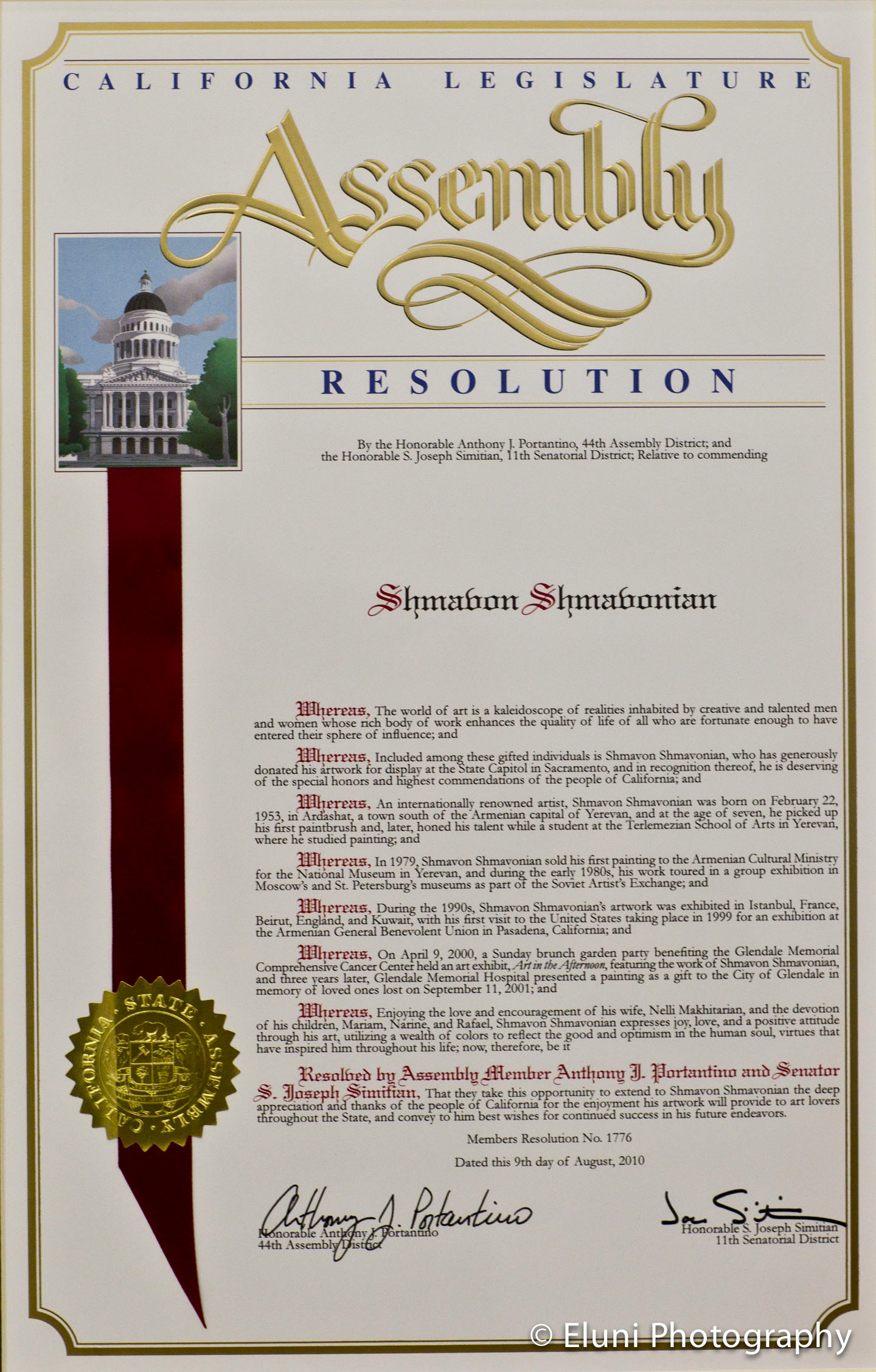
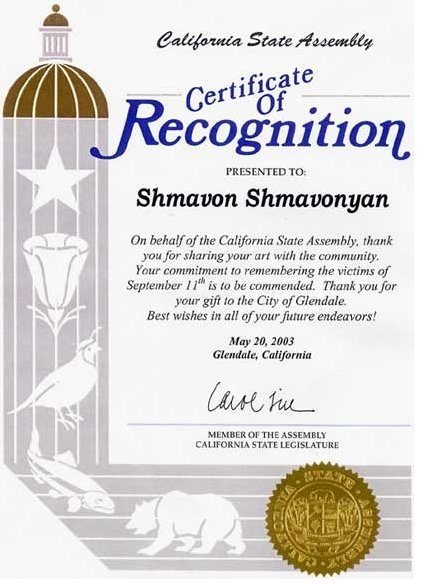